# Max Hoppe (Fußballspieler)
Max Hoppe (* 16. November 1922 in Dresden; † 25. Juni 1965) war ein deutscher Fußballspieler, der zwischen 1944 und 1959 mehrere hundert Spiele für den VfB Lübeck und die SG Ordnungspolizei Lübeck bestritt.

## Karriere als Spieler
Max Hoppe war als Jugendlicher in seiner Heimatstadt Dresden sowohl Fußball- als auch Tischtennisspieler und errang zu dieser Zeit eine sächsische Tischtennismeisterschaft. Während des Zweiten Weltkrieges wurde er als Marinesoldat für zwei Jahre (1942 bis 1944) nach Kiel versetzt. Die KSV Holstein ermöglichte es Hoppe, als so genannter Gastspieler in dieser Zeit weiterhin als Fußballspieler aktiv zu sein. Wie viele Spiele und Tore er für die Kieler absolvierte bzw. erzielte, ist nicht bekannt. 1944 kam er gemeinsam mit seinen späteren Mitspielern Albert Felgenhauer und Anton Hofmann nach Lübeck und schloss sich dort der SG Ordnungspolizei Lübeck an. Bis zur Auflösung des Vereins am Kriegsende gehörte er zu den Stammspielern der Fußballmannschaft.
Nach dem Krieg wurde Hoppe – wie auch Felgenhauer – Verkehrspolizist in der Lübecker Innenstadt. 1956 und 1957 kam er deswegen auch in sieben Spielen der deutschen Polizei-Auswahl zum Einsatz und gehörte dabei zum Kader der Mannschaft, die 1957 Polizei-Europameister wurde. Mit dem VfB konnte er mehrere Jahre in der damals erstklassigen Oberliga Nord spielen (123 Einsätze, 3 Tore) und absolvierte mehr als 600 Liga-, Pokal- und Freundschaftsspiele für die Lübecker. Seine Karriere beendete der Abwehrspieler nach der gewonnenen Aufstiegsrunde zur Oberliga Nord in der Spielzeit 1958/59.
Max Hoppe verstarb im Alter von 42 Jahren und hinterließ seine Frau sowie eine Tochter. 2010 wurde er von Anhängern des VfB Lübeck in die Legendenelf des VfB gewählt.